# Карвен
Карвен (фр. Carvin) — коммуна во Франции, регион О-де-Франс, департамент Па-де-Кале, округ Ланс, кантон Карвен. Расположена в 12 км к северо-востоку от Ланса, на автомагистрали А1 «Нор». В 4 км к востоку от центра коммуны находится железнодорожная станция Либеркур линии Париж-Лилль.
Население (2018) — 17 399 человек.

## История
Раскопки показали, что первые поселения в этих местах относятся к эпохе неолита. В начале XII века деревня Эпине, ныне являющаяся частью города, была местом пребывания известного отшельника Святого Дрюона Себурского.
История небольшого торгового города, расположенного на пересечении торговых путей из Арраса, Лилля и Турнэ, коренным образом изменилась в середине XIX века, когда в регионе была открыта разработка угля. Одна из небольших угольных компаний открыла в Карвене свой головной офис.
В мае 1940 года центр Карвена стал местом ожесточенных боев между германскими и французскими войсками, которые задержали наступление немцев и позволили значительной части французских и британских войск достигнуть Дюнкерка, и впоследствии переправиться в Англию. После ухода союзников оккупационные войска подвергли население города жестоким репрессиям. После мощных забастовок шахтеров в мае и июне 1941 года, распространившихся по всему Нор-Па-де-Кале, многие шахтеры были арестованы и затем казнены.
В 1947 году Карвен потерял около трети своей территории, когда коммуна Либеркур объявила о своем отделении. В период между 1970 и 1990 годами значительная часть промышленных предприятий города была закрыта. Сейчас население города в основном занято в сфере услуг, на транспорте и небольших предприятиях легкой и пищевой промышленности.

## Достопримечательности
- Барочная церковь Святого Мартина 1702 года
- Церковь Святого Дрюона XIX века
- Здание мэрии XVIII века, бывшее шато Делеэль

## Экономика
Структура занятости населения:
- сельское хозяйство — 0,1 %
- промышленность — 7,3 %
- строительство — 7,8 %
- торговля, транспорт и сфера услуг — 56,3 %
- государственные и муниципальные службы — 28,4 %

Уровень безработицы (2017) — 17,4 % (Франция в целом — 13,4 %, департамент Па-де-Кале — 17,2 %). 

Среднегодовой доход на 1 человека, евро (2017) — 18 670 (Франция в целом — 21 110, департамент Па-де-Кале — 18 610).

## Демография
Динамика численности населения, чел.

## Администрация
Пост мэра Карвена с 2001 года занимает социалист Филипп Кемель (Philippe Kemel). На муниципальных выборах 2020 года возглавляемый им левый список победил в 1-м туре, получив 53,90 % голосов.
| Период | Период | Фамилия       | Партия                                                             | Примечания                                                                                              |
| ------ | ------ | ------------- | ------------------------------------------------------------------ | --- |
| 1947   | 1977   | Альфред Пёнье | Французская секция Рабочего интернационала Социалистическая партия | профессор, депутат Национального собрания                                                               |
| 1977   | 1985   | Жозеф Легран  | Коммунистическая партия                                            | шахтёр, член Генерального совета департамента, депутат Национального собрания                           |
| 1985   | 2001   | Одетт Доше    | Коммунистическая партия                                            | руководитель фонда социального обеспечения шахтёров, вице-президент Генерального совета департамента    |
| 2001   |        | Филипп Кемель | Социалистическая партия                                            | профессор университета, вице-президент Генерального совета департамента, депутат Национального собрания |

## Ссылки

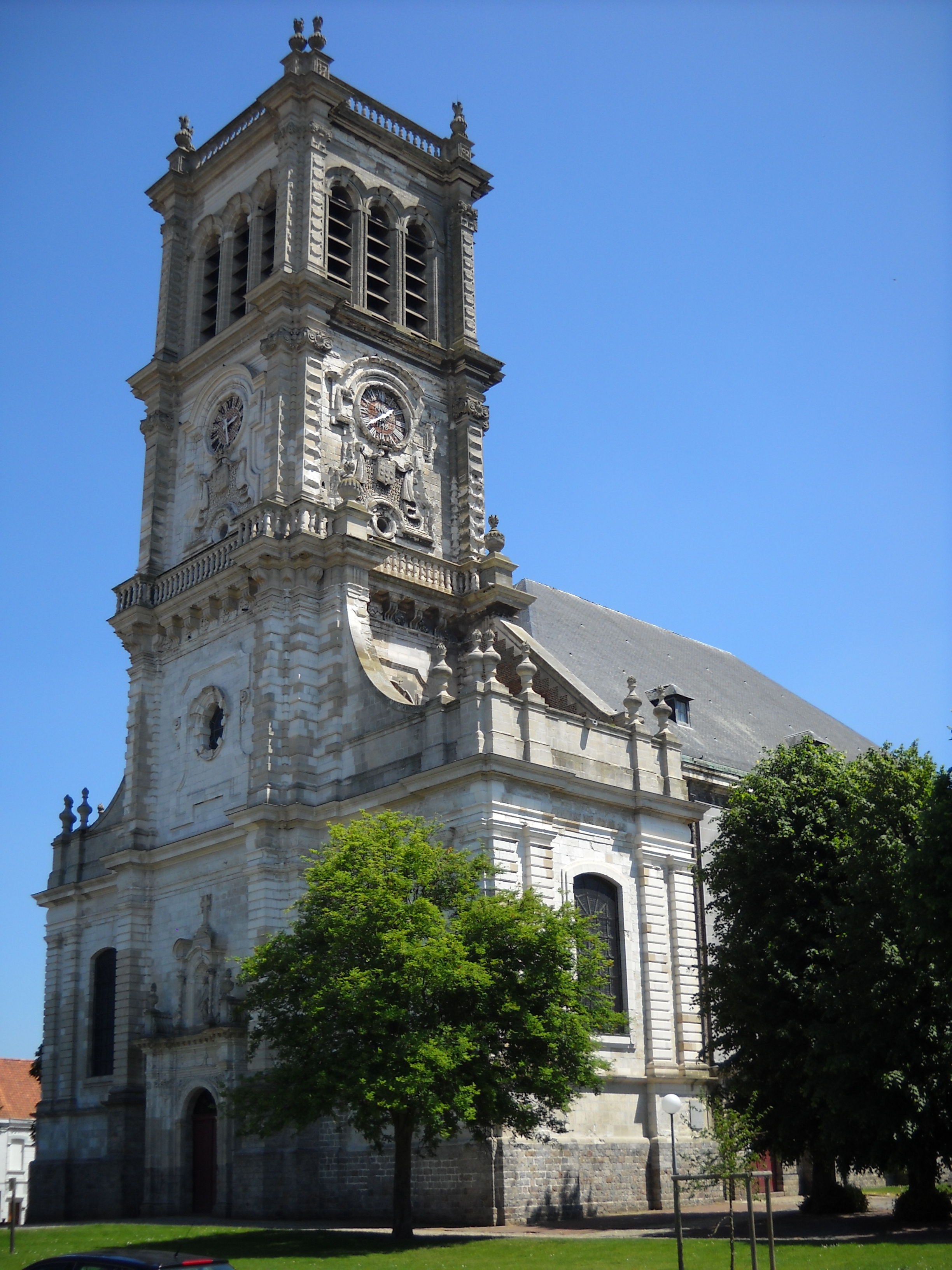
Церковь Святого Мартина

## Города-побратимы
- Карвико, Италия
- Клодзко, Польша